# 土方成美
土方 成美（ひじかた せいび、明治23年（1890年）7月10日 - 昭和50年（1975年）2月15日）は、日本の経済学者。東京帝国大学教授、経済学部長。統制経済の第一人者。専攻は理論経済学、財政学。結婚前の旧姓は、「町田 成美」（まちだ せいび）。

## 経歴
1890年、兵庫県姫路市に生まれる。父は姫路市会議長を経て1903年に衆議院議員となった町田猛郎（たけし）。祖先は代々酒井家に仕える武士であったという。兵庫県立姫路中学校を卒業後、父の意向で旧制高等学校の中では姫路に一番近い岡山の第六高等学校に進学する。東京帝国大学法科大学経済学科を首席で卒業。
在学中に高等文官試験に合格していたが、大学に残る。1917年1月、当時の法科大学長であった土方寧(やすし)(1859－1939)の養子となり、一人娘の貞子と結婚。これについては政略結婚と誤解した人も多かったようで、社会的には相当なマイナスイメージを持たれたと感じていたようである。本人は実家が借金を抱え、兄たちも放蕩を繰り返していたなどの事情からか「当時、生家を抜け出したかった」などと書いている。2月に助教授となり、8月にはアメリカ、フランス、スイスに留学を命ぜられる（9月18日出発、実際の留学先はアメリカ、イギリス、フランス）。1921年2月に帰国。21年6月教授。
「統制経済」の概念を日本で初めて提唱したという。この語は、自由主義経済の欠陥を政府の手で統制するという意味のものであり、「計画経済」とは異なるものであるとする。また、日本経済の実証研究も行なっており、これは当時誰も手をつけていない分野だったという。ただ大部な研究書を続々発表した裏では、弟子たちが薄給のゴーストライターになっており、邸内にある彼らの作業小屋は学界の「監獄部屋」だと、1929年の『文藝春秋』の連載「当世学者気質」で書き立てられた。
1933年4月-1936年3月、1937年4月-1938年3月まで経済学部長。1937年の学部長在任時には学部内左派の矢内原忠雄の言動を批判。辞職に追い込むきっかけを作る。この頃の経済学部では土方の国家主義派（革新派）と河合栄治郎らの自由主義派、及び大内兵衛の左派の派閥抗争が激化しており、河合については著書発禁を受けての処分も待たれているところであった。そこで、1938年末に新たな東京帝国大学総長へ就任した平賀譲による、いわゆる平賀粛学のため、「大学の綱紀紊乱」と「東大再建の障害」との理由で1939年2月13日、休職発令される（休職期間満了後、免官）。これについて本人は、河合のみを辞職させることは言論の自由を標榜する大学としてはできないため、当時の経済学部長舞出長五郎と法学部長田中耕太郎が事情を知らない新総長の平賀に自分を追放するための情報を一方的に流して追放させた、としている。
東大追放後も講師をしていた中央大学では教鞭を執り続け、戦後は中央大学のほか、近畿大学、國學院大學、獨協大学などで教鞭をとった。
東京帝国大学時代の弟子に難波田春夫がいる。

## 年譜
- 1890年 7月10日、姫路市光源寺前に生まれる。
- 1903年 4月、兵庫県立姫路中学校入学。
- 1908年 9月、旧制第六高等学校入学。
- 1911年 9月、東京帝国大学法科大学経済学科入学。
- 1915年 5月、首席で卒業、恩賜の銀時計を頂く。
- 1917年 1月、土方寧の養子となり貞子と結婚。2月、助教授発令の後、8月、留学を命ぜられる。
- 1921年 2月、帰国。6月、教授に昇任。
- 1924年 10月6日、『財政学の基礎概念』で経済学博士。
- 1931年 この年より中央大学、陸軍経理学校に出講。
- 1933年 4月、経済学部長（1936年3月まで）
- 1937年 4月、経済学部長（1938年3月まで）
- 1939年 2月13日、平賀粛学により休職処分。
- 1940年 10月、東亜経済懇談会理事（1942年3月まで）
- 1945年 6月、中央大学経済学部長（1949年7月まで）
- 1947年 11月、中央大学商学部長兼務（1948年9月まで）
- 1949年 10月、中央大学退職。
- 1952年 3月、中央大学に復職。
- 1964年 3月、中央大学定年退職。4月、獨協大学教授。
- 1968年 11月、叙勲二等授瑞宝章。
- 1973年 獨協大学退職。
- 1975年 2月15日、没。

## 栄典
- 1940年（昭和15年）8月15日 - 紀元二千六百年祝典記念章[7]

## 著書
- 『財政学の基礎概念』（1923年、岩波書店）
- 『稿本　租税論講義』（1924年、有斐閣）
- 『我国民経済と財政』（1926年、日本評論社）
- 『経済生活の理論（上）』（1927年、岩波書店）
- 『マルクス価値論の排撃』（1927年、日本評論社）
- 『経済学総論（現代経済学全集）』（1928年、日本評論社）
- 『日本経済研究』（1928年、日本評論社）
- 『ファッシズム』（1932年、岩波書店）
- 『国民所得の構成』（1933年、日本評論社）
- 『経済学』（1937年、日本評論社）
- 『財政読本』（1937年、日本評論社）
- 『日本経済学への道』（1938年、日本評論社）
- 『財政史（現代日本文明史）』（1940年、東洋経済新報社）
- 『日本財政の発展』（1943年、白水社）
- 『経済学入門』（1948年、広文社）
- 『資本主義と社会主義』（1948年、広文社）
- 『経済講話』（1951年、東洋経済新報社）
- 『経済学原理』（1951年、中央経済社）
- 『資本主義の変貌とその将来』（1951年、広文社）
- 『経済学』（1952年、有斐閣）
- 『財政学』（1952年、有斐閣）
- 『経済学一般理論』（1955年、千倉書房）
- 『財政学原論』（1958年、中央経済社）
- 『財政学概論』（1960年、有信堂）
- 『学会春秋記』（1960年、中央経済社）
- 『マルクシズムの嵐の中に憶う』（1962年、広文社）
- 『思出の山思出の河』（1962年、広文社）
- 『事件は遠くなりにけり』（1965年、経済往来社）
- 『経済体制論』（1969年、中央経済社）
- 『経済学の基礎知識』（1969年、税務経理協会）
- 『ケインズ経済政策批判』（1974年、鹿島出版会）